# Donne in bianco
Donne in bianco è un film commedia del 1998 diretto da Tonino Pulci.

## Trama
Francesca, Nancy e Sabrina sono tre trentenni, che dividono lo stesso appartamento, si dedicano alla caccia grossa nel weekend e hanno molti sogni che sistematicamente si infrangono tra feste e discoteche. La prima mangia gli uomini a colazione pranzo e cena, la seconda li auspicherebbe anche per dessert, la terza li vorrebbe sposare. Tutte e tre passano la giornata in parchi frequentati da divorziati con cane appresso e in supermercati affollati di single.